# هوي يونغ
هوي يونغ هو لاعب هوكي الجليد كندي، ولد في 2 أغسطس 1937 في سكاربورو، تورنتو في كندا، وتوفي في 24 نوفمبر 1999.

## وصلات خارجية
- هوي يونغ على موقع دوري الهوكي الوطني (الإنجليزية)
- هوي يونغ على موقع EliteProspects.com (الإنجليزية)
- هوي يونغ على موقع Hockey-Reference.com (الإنجليزية)
- هوي يونغ على موقع IMDb (الإنجليزية)